# 柏原市立堅下北中学校
柏原市立堅下北中学校（かしわらしりつ かたしもきた ちゅうがっこう）は、大阪府柏原市にある公立中学校。

## 沿革
- 1976年4月1日 - 開校。
- 1976年11月21日 - 開校記念式典を実施。
- 1982年11月30日 - 文部省から格技指導推進校に指定され、研究発表を実施。
- 1983年4月1日　柏原市立堅下南中学校を分離。
- 1984年 - 大阪府教育委員会から、技術家庭科教育推進校に指定される（1985年度まで）。
- 1995年4月1日 - 柏原市教育委員会から「特色ある学校」研究校に指定される。
- 1998年 - 大阪府教育委員会・柏原市教育委員会から、国際理解教育の研究校に指定される（1999年度まで）

## 通学区域
- 柏原市立堅下小学校と柏原市立堅下北小学校の通学区域。
  - 柏原市 平野1-2丁目、法善寺1-4丁目（1丁目の一部を除く）、山ノ井町

## 交通
- 近鉄大阪線 法善寺駅 東へ約1.2km。